# Noctueliopsis decolorata
Noctueliopsis decolorata là một loài bướm đêm trong họ Crambidae.